# Terravorming

De mogelijke terravorming van de planeet Mars

Terravorming (ook wel terraforming of terraformatie genoemd: aarde maken) is het proces waarbij de atmosfeer en het klimaat van een andere planeet of hemellichaam bewust worden veranderd zodat deze voor mensen bewoonbaar wordt. 
Men spreekt van planetaire techniek als het doel niet is de planeet in kwestie te laten lijken op de Aarde. Beide processen liggen nog buiten de reikwijdte van de hedendaagse techniek.

## Uniek proces
Elke kandidaatplaneet voor terravorming heeft unieke eigenschappen, die het proces van terravorming vermoedelijk voor iedere planeet anders maken. De voornaamste onderzoekingen op dit gebied betroffen de planeet die het dichtst bij ons staat: Mars. Andere kandidaten zijn Venus, Europa (maan van Jupiter) en Titan (maan van Saturnus). Voor Mars is bijvoorbeeld overwogen of men een atmosfeer van zwavelhexafluoride kan scheppen. Dat gas is zwaarder dan het stikstofgas dat op Aarde het hoofdbestanddeel van de atmosfeer is; door de geringere zwaartekracht op Mars zou stikstofgas vrij snel in de ruimte weglekken. Een dikkere atmosfeer is nodig voor leven zoals dat op aarde bestaat en als bescherming tegen kosmische straling.

## Redenen voor terravorming
De motivatie voor terravorming kan onder meer zijn:
1. overbevolking of schaarste van grondstoffen op Aarde
2. het overleven van de menselijke cultuur als de Aarde door een ramp zoals een grote meteoriet of een nucleaire winter getroffen wordt.

Zonder terravorming zijn de planeten in het zonnestelsel alleen tijdelijk bewoonbaar of met veel hulp van buitenaf. Dan is misschien wel mijnbouw mogelijk of de bouw van wetenschappelijke observatieposten, maar dergelijke nederzettingen zijn erg kwetsbaar. Een geterraformeerde planeet kan ook als woonplaats dienen en heeft vermoedelijk een veel groter (economisch) nut dan een niet-geterraformeerd exemplaar.

### Bedenkingen
Naarmate openlijker over terravorming gediscussieerd wordt, zijn ook stemmen opgekomen die ethische problemen zien bij een dergelijk ingrijpen in de natuurlijke ontwikkeling van hemellichamen. Enerzijds het vernietigen van eventueel endemisch leven, maar ook het vernietigen van unieke abiotische landschappen wordt als moreel discutabel gezien.

## Voorwaarden
Maar voor permanente bewoning moet het hemellichaam beschikken over:
1. een geschikte atmosfeer,
2. liefst een vaste korst, omdat normale bewoning van een gasvormig of vloeibaar hemellichaam weinig realistisch schijnt,
3. voldoende massa om de atmosfeer vast te houden, maar niet zo zwaar dat de zwaartekracht verpletterend is, zoals het geval is op Jupiter,
4. een bron van energie, bijvoorbeeld een gunstige afstand tot de zon. Het moet voldoende dicht bij de zon staan voor energietoevoer, maar niet zo dicht dat het te heet wordt. Ook andere energiebronnen zoals getijdenenergie of een warme planeetkern zijn denkbaar,
5. een voldoende sterk magneetveld als bescherming tegen kosmische straling,
6. water.

Op de lange termijn is in de omgeving nodig:
- een flinke maan die de aswenteling van de planeet stabiliseert, zoals onze Maan doet.

Hoewel met terravorming een aantal voorwaarden kunnen worden vervuld, is voor veel planeten en manen de uitgangssituatie dermate ongunstig, dat met de huidige of nabije toekomstige stand van de techniek terravorming als onmogelijk wordt beschouwd. Pluto is bijvoorbeeld te ver weg van de zon en heeft een te kleine zwaartekracht om een atmosfeer vast te kunnen houden. 
Het is mogelijk dat een geterraformeerde planeet nadien 'onderhoud' vereist om te voorkomen dat hij weer terugvalt tot onleefbare condities.